# Susan Schwab
Pour les articles homonymes, voir Schwab.
Susan Carol Schwab, née le 23 mars 1955 à Washington D.C., est une femme politique américaine membre du Parti républicain, 15e représentante au commerce (USTR), en poste de juin 2006 à janvier 2009.
De 1995 à 2003, elle fut la doyenne de l'université du Maryland. Avant d'occuper cette fonction, elle fut assistante de John Danforth. Schwab est à l'origine de la médiatique taxation à 300 % des importations de roquefort vers les États-Unis.